# Svastikásana
Svastikásana (स्वस्तिकासन) je jednou z ásan. Je to relativně dostupná meditační pozice. V Indii se používá u lidí s křečovými žilami a při únavě nohou. Její obtížnější varianta zahřívá nohy.[zdroj⁠?!]

## Etymologie
Název pochází ze sanskrtských slova svastika (स्वस्तिक) – příznivý a āsana (आसन) – posed/pozice.

## Popis
- Nohy natažené před tělem, ohnout levé koleno a umístit pravé chodidlo na vnitřní stranu levého stehna. Levou patu pak umístit před pravou holenní kost, Ruce jsou na kolenou nebo v klíně nebo
- Nohy natažené před tělem, ohnout levé koleno a umístit pravé chodidlo na vnitřní stranu levého stehna. Levé chodilo pak umístit mezi levé stehno a lýtko. Tahem za palce lze chodidla dostat ještě hlouběji mezi stehno a lýtko opačné nohy.